# 羅榮 (弘治進士)
羅榮（1467年—？），字志仁，福建福州府古田縣人，民籍，明朝政治人物。

## 生平
弘治二年（1489年）己酉科福建鄉試第八十一名舉人。弘治三年（1490年）中式庚戌科會試第二百九十八名，二甲第二十名進士。十七年十一月由户部郎中升廣東右參議，正德四年（1509年）六月升本司左參政，六年二月升本司右布政使，七年六月轉左布政使，九年正月以考察调任貴州。

## 家族
曾祖羅恩，知縣；祖父羅祺；父羅宗蔭，母林氏。重庆下。弟羅謙。